# Valentín Paz-Andrade
Valentín Paz-Andrade (født Pontevedra, 23. april 1898, død Vigo, 19. maj 1987) var en galicisk digter, forfatter og entreprenør. Dagen for galicisk litteratur er dedikeret til ham i 2012.